# Ornella Santana
Ornella Soledad Santana (Buenos Aires, 17 settembre 1990) è una cestista argentina.

## Carriera
Con l'Argentina ha disputato i Campionati mondiali del 2018 e quattro edizioni dei Campionati americani (2011, 2013, 2017, 2019).